# Escale à Hawaï
 (mars 2019).
Si vous disposez d'ouvrages ou d'articles de référence ou si vous connaissez des sites web de qualité traitant du thème abordé ici, merci de compléter l'article en donnant les références utiles à sa vérifiabilité et en les liant à la section « Notes et références ».
Pour plus de détails, voir Fiche technique et Distribution.
Escale à Hawaï (Aloha Hooey) est un dessin animé américain de la série Merrie Melodies, réalisé par Tex Avery, terminé par Bob Clampett sur un scénario de Michael Maltese, et sorti en 1942.

## Fiche technique
- Réalisation : Tex Avery (terminé par Bob Clampett)
- Scénario : Michael Maltese
- Production : Leon Schlesinger Studios
- Musique originale : Carl W. Stalling
- Montage et technicien du son : Treg Brown (non crédité)
- Durée : 8 minutes
- Pays : États-Unis
- Langue : anglais
- Distribution : 1942 : Warner Bros. Pictures
- Format : 1,37 :1 Technicolor Mono
- Date de sortie : 
  - États-Unis : 31 janvier 1942

## Animateurs
- Virgil Ross

## Musique
- Carl W. Stalling, directeur de la musique
- Milt Franklyn, orchestration (non crédité)